# Ždite pisem
Ždite pisem (Ждите писем) è un film del 1960 diretto da Julij Jur'evič Karasik.